# 伊莎貝拉·雅蓋隆卡
伊莎貝拉·雅蓋隆卡（波蘭語：Izabela Jagiellonka，1519年1月18日—1559年9月15日），匈牙利王后，波蘭國王齊格蒙特一世的女兒。
1539年，伊莎貝拉與匈牙利國王扎波堯伊·亞諾什結婚，兩人的獨子亞諾什·齊格蒙特於隔年出生。